# Eta Leonis
Eta Leonis (η Leo) – gwiazda w gwiazdozbiorze Lwa. Znajduje się około 1269 lat świetlnych od Słońca.

## Charakterystyka
Eta Leonis jest nadolbrzymem (lub jasnym olbrzymem) należącym do typu widmowego A0. Jego jasność jest 5600 razy większa niż jasność Słońca, a temperatura jest równa 9730 K. Pomiar średnicy kątowej pozwala stwierdzić, że gwiazda ma 28 razy większą średnicę niż Słońce. Obliczona masa jest siedmiokrotnie większa niż masa Słońca, gwiazda ma około 35 milionów lat, w jej helowym jądrze nie zachodzą reakcje syntezy i Eta Leonis przekształca się w jeszcze większego nadolbrzyma, by następnie umrzeć jako masywny biały karzeł.
Obserwacja zakrycia przez Księżyc przyniosła sugestię, że jest to gwiazda podwójna, choć nie zostało to potwierdzone. Nadolbrzym byłby w takim przypadku 60% jaśniejszy od drugiego składnika, którego masa byłaby równa 5 M☉. Składnik ten byłby gorącą, błękitną gwiazdą ciągu głównego, typu widmowego B. Przy odległości co najmniej 40 au gwiazdy okrążałyby wspólny środek masy w czasie 65 lat. Jednak w takim przypadku rozmiar jaśniejszej gwiazdy nie zgadzałby się z wartością znaną z bezpośredniego pomiaru, co podważa hipotezę o podwójności.